# 제주영송학교
제주영송학교는 제주특별자치도 제주시에 위치한 사립 지적장애인 특수학교다.

## 연혁
- 1987년 1월 19일 : 김종옥박사에 의해 설립